# Wiedemannia litardierei
Wiedemannia litardierei är en tvåvingeart som beskrevs av Vaillant 1956. Wiedemannia litardierei ingår i släktet Wiedemannia och familjen dansflugor. Inga underarter finns listade i Catalogue of Life.